# یرماچیخا
یرماچیخا (به لاتین: Yermachikha) یک منطقهٔ مسکونی در روسیه است که در سرزمین آلتای واقع شده‌است.